# 시뇨리아
시뇨리아(이탈리아어: signoria [siɲɲoˈriːa][*])란 중근세 이탈리아 도시국가들의 통치당국, 참주정을 말한다. 이는 대개 공화정적 자치도시(코무네)와 대립적인 맥락에서 사용되었다. 하지만 당대 사람들은 시뇨리아 참주정은 자치도시가 법과 질서를 유지하는 데 실패했을 때 그 반작용으로서 발생하는 것이라고 보았고, 오늘날의 역사학자들의 해석도 크게 다르지 않다.
중세 도시국가는 무정부적 혼란에 빠지는 일이 적지 않았고, 그때마다 시민들은 질서를 바로세우고 항쟁하는 세력들을 무장해제시킬 수 있는 강력한 권위자의 통치를 원했다. 때론 혼란에 빠진 도시가 외부의 참주를 영입해오기도 했다. 예컨대 피사 공화국은 숙적 피렌체 공화국으로부터의 독립을 지키기 위해 프랑스 국왕 샤를 8세에게 시뇨리아를 제안했고, 시에나 역시 비슷한 맥락에서 체자레 보르지아에게 같은 제안을 했다.

## 이탈리아 참주정 목록
| 도시국가 | 참주 가문                   | 통치기간                                        | 충성            | 비고 |
| -------- | --------------------------- | ----------------------------------------------- | --------------- | --- |
| 모나코   | 그리말디                    | 1287–1612                                       | 구엘프 (교황파) | 1287년 제노바 공화국에서 독립.                                                                                           |
| 밀라노   | 델라 토레                   | 1259–1277                                       | 구엘프 (교황파) | 기벨린파에 의해 폐위됨                                                                                                   |
| 밀라노   | 비스콘티                    | 1277–1302                                       | 기벨린 (황제파) | 1277년 데시오 전투로 밀라노 획득. 1302년 델라 토레가에게 다시 빼앗김.                                                    |
| 밀라노   | 델라 토레                   | 1302–1311                                       | 구엘프 (교황파) | 신성로마황제 하인리히 7세에 의해 폐위, 쫓겨남                                                                            |
| 밀라노   | 비스콘티                    | 1311–1395                                       | 기벨린 (황제파) | 1311년 하인리히 7세에 의해 복위됨. 1395년부터 밀라노 공작을 칭함.                                                        |
| 만토바   | 보나콜시                    | 1272–1328                                       | 왔다갔다함      | 1328년 곤차가가가 선동한 반란에 의해 쫓겨남.                                                                             |
| 만토바   | 곤차가                      | 1328–1433                                       | 기벨린 (황제파) | 1433년부터 만토바 변경백을 칭함.                                                                                         |
| 베로나   | 델라 스칼라                 | 1282–1387                                       | 기벨린 (황제파) | 1387년 비스콘티가가 선동한 반란으로 쫓겨남.                                                                              |
| 트레비소 | 다 카미노                   | 1283–1312                                       | 구엘프 (교황파) | 1312년 음모에 의해 쫓겨남.                                                                                               |
| 파도바   | 다 카라라 · 파일:StCarr.jpg | 1318–1405                                       | 구엘프 (교황파) | 1405년 베네치아 공화국에 의해 쫓겨남.                                                                                    |
| 페라라   | 에스테                      | 1209–1471                                       | 구엘프 (교황파) | 1471년부터 페라라 공작을 칭함.                                                                                           |
| 모데나   | 에스테                      | 1336–1471                                       | 구엘프 (교황파) | 1471년부터 모데나 레조 공작을 칭함.                                                                                      |
| 볼로냐   | 페폴리                      | 1337–1350                                       | 구엘프 (교황파) | 1350년 비스콘티가에 의해 쫓겨남.                                                                                         |
| 볼로냐   | 벤티볼리오                  | 1401–1506                                       | 기벨린 (황제파) | 1506년 교황 율리오 2세에 의해 쫓겨남.                                                                                    |
| 라벤나   | 다 폴렌타                   | 1275–1441                                       | 구엘프 (교황파) | 1441년 베네치아 공화국에 의해 쫓겨남.                                                                                    |
| 포를리   | 오르델라피                  | 1295–1359 (공위기) 1376–1480                    | 기벨린 (황제파) | 도시 내부의 갈등으로 인해 쇠퇴. 1480년 평화롭게 물러남.                                                                  |
| 포를리   | 리아리오                    | 1480–1499                                       | 구엘프 (교황파) | 1488년부터 사실상 밀라노의 속국이 되어 밀라노 공작영애 카테리나 스포르차가 섭정함. 1499년 체자레 보르지아에 의해 쫓겨남. |
| 포를리   | 보르지아                    | 1499–1503                                       | 구엘프 (교황파) | 로마냐 전역을 다스리며 체자레는 로마냐 공작을 칭함.                                                                      |
| 포를리   | 오르델라피                  | 1503–1504                                       | 기벨린 (황제파) | 1504년 단절됨. |
| 페사로   | 말라테스타                  | 1285–1445                                       | 구엘프 (교황파) | 1445년 스포르차가의 쿠데타로 쫓겨남.                                                                                     |
| 리미니   | 말라테스타                  | 1295–1500                                       | 구엘프 (교황파) | 1500년 체자레 보르지아에게 쫓겨남.                                                                                       |
| 체세나   | 말라테스타                  | 1378–1465                                       | 구엘프 (교황파) | 1465년 단절됨. |
| 우르비노 | 다 몬테펠트로               | 1213–1234                                       | 기벨린 (황제파) | 1234년부터 우르비노 백작을 칭함.                                                                                         |
| 루카     | 콰르티지아니                | 1308–1316                                       | 구엘프 (교황파) | 1316년 안텔미넬리가의 쿠데타로 쫓겨남.                                                                                   |
| 루카     | 안텔미넬리                  | 1316–1328                                       | 기벨린 (황제파) | 1328년 구엘프파에 의해 쫓겨남.                                                                                           |
| 루카     | 구이니지                    | 1400–1430                                       | 구엘프 (교황파) | 1430년 공화정이 복고되면서 쫓겨남.                                                                                       |
| 피렌체   | 메디치                      | 1434–1494 (공위기) 1512–1527 (공위기) 1530–1532 | 구엘프 (교황파) | 1532년부터 피렌체 공작을 칭함.                                                                                           |
| 피사     | 델라 게라르데스카           | 1316–1347                                       | 기벨린 (황제파) | 1347년 폐위되고 감바코르타가로 교체됨.                                                                                   |
| 피사     | 감바코르타                  | 1347–1392                                       | 구엘프 (교황파) | 1392년 음모에 의해 쫓겨남.                                                                                               |
| 피사     | 아피아노                    | 1392–1399                                       | 불확실          | 1399년 비스콘티가에게 쫓겨남.                                                                                            |
| 피사     | 비스콘티                    | 1399–1406                                       | 기벨린 (황제파) | 1406년 피렌체 공화국에게 쫓겨남.                                                                                         |
| 시에나   | 페트루치                    | 1487–1525                                       | 기벨린 (황제파) | 1525년 평화롭게 물러나고 공화정이 복고됨.                                                                                |